# Jan Moravec (politik)
Jan Moravec (21. května 1902 Bolešiny – 13. prosince 1976 Příbram) byl český a československý zvěrolékař, politik a poslanec Prozatímního Národního shromáždění za Československou stranu lidovou (ČSL) – dnešní KDU-ČSL.

## Biografie
Po maturitě na gymnáziu v Klatovech studoval v letech 1924-1929 na Vysoké škole zvěrolékařské v Brně. Roku 1930 se stal vojákem z povolání (viz československá armáda) a byl zaměstnán jako vojenský veterinář. V roce 1939 demobilizován (viz všeobecná mobilizace v roce 1938) a působil jako úřední veterinář v Německém Brodě, Humpolci a od června 1941 v Příbrami. Za druhé světové války působil v domácím v odboji. Od roku 1945 byl členem Československé strany lidové (ČSL).
V letech 1945-1946 byl za ČSL poslancem Prozatímního Národního shromáždění. V parlamentu setrval do parlamentních voleb v roce 1946.